# Gabrielle Union
Gabrielle Monique Union (Omaha, 29 de outubro de 1972) é uma atriz e ex-modelo estadunidense.

## Biografia
Gabrielle Union nasceu em Omaha, Nebraska, filha de Theresa (Glass), um gerente de empresa de telefonia e assistente social, e Sylvester E. Union, um executivo de negócios e sargento. Ela foi criada como católica.Quando criança, Gabrielle não tinha amigos. De acordo com  Gabrielle, sua mãe lhe ensinou a ter "uma perspectiva mundial" e levou-a para uma parada do orgulho gay quando tinha oito anos de idade após a família se mudar para Pleasanton, Califórnia , onde ela foi criada. Seus pais se divorciaram após 30 anos de casamento e Union disse: "Eles trataram o divórcio e nossa posterior transição para uma família misturada com graça, dignidade e respeito. Eles sempre nos colocava em primeiro lugar e não me envolvia. tenho sorte que posso apenas refletir o que o meu pais fizeram e sempre colocar as crianças em primeiro lugar. Eles são muito legal, eu tenho sorte"
Union cresceu com baixa auto-estima em relação a sua aparência, Ela acreditava que o padrão de beleza ideal era mulheres loiras. E se ela não fosse loira ela deveria ser feia. Ela desejava ser reconhecido por sua aparência física. "Eu nunca foi realmente encarada como sendo bonita." 

## Carreira

### 1990-2000ː Inícioda Carreira

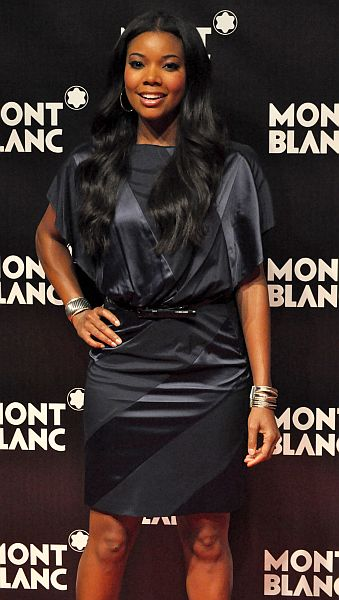
Gabrielle Union em setembro de 2010

Gabrielle Union começou sua carreira na década de 1990 em papéis menores. Seu primeiro teste foi para  "Saved by the Bell".Outros  papéis anteriores incluem os filmes adolescentes como 10 Things I Hate About You, She's All That, e Love & Basketball.  Em 1997, Union apareceu no episódio da sexta temporada de Star Trek: Deep Space Nine como Klingon N'Garen. Ela também atuou na serie Sister, Sister como Vanessa, em Smart Guy como Denise, e em cinco episódios de 7th Heaven como Keesha Hamilton.

### 2000-Presenteː Sucesso
Seu primeiro papel de destaque foi em 2000 no filme de comédia adolescente Bring It On. Gabrielle Union é mais conhecida por suas performances nos filmes de comédia romântica comoːThe Brothers (2001), Deliver Us from Eva (2003), Daddy's Little Girls (2007), Think Like a Man (2012) e Think Like a Man Too (2014). Ela também teve papéis de sucesso como Bad Boys II (2003), e Cradle 2 the Grave (2003), e nos aclamados pela crítica Neo Ned (2005) Cadillac Records (2008), e Top Five (2014).
Ela estrelou o remake de 2005  The Honeymooners com o comediante Cedric The Entertainer. Em ela fez parte do videoclipe de Busta Rhymes na musica I Love My Bitch. Em 2007 atuou no filme de natal The Perfect Holiday. Ela gostava de trabalhar com Queen Latifa. No geral, Union estava feliz com o papel e com o trabalho com Latifah. Em 2009 atou no filme Meet Dave, como o interesse amoroso de Eddie Murphy. Em junho de 2011, Union apareceu no videoclipe de Rihanna single " Man Down ".Em 2012, ela trabalhou com Tyler Perry nas comédia romântica Good Deeds.Em 2013, Union começou a estrelar como protagonista na BET série de drama Ser Mary Jane , pelo qual ela recebeu aclamação da crítica e um premio no NAACP Image Award. Em novembro de 2015, Union dublara a personagem Nala no filme da Disney e na série The Lion Guard.Em 2016, ela está cotada para aparecer em filmes como  The Birth of a Nation , Sleepless Night ,e A Meyers Christmas. 

## Filmografia

### Filmes
| Ano  | Titulo                     | Personagem                      | Notas |
| ---- | -------------------------- | ------------------------------- | --- |
| 1999 | She's All That             | Katarina "Katie" Darlingson     | |
| 1999 | 10 Things I Hate About You | Chastity Church                 | |
| 1999 | H-E Double Hockey Sticks   | Gabrielle                       | |
| 2000 | Love & Basketball          | Shawnee                         | |
| 2000 | Bring It On                | Isis                            | Black Reel Award for Best Supporting Actress |
| 2001 | The Brothers               | Denise Johnson                  | Nominação — Black Reel Award for Best Supporting Actress |
| 2001 | Two Can Play That Game     | Conny Spalding                  | |
| 2002 | Welcome to Collinwood      | Michelle                        | |
| 2002 | Abandon                    | Amanda Luttrell                 | |
| 2003 | Deliver Us from Eva        | Evangeline "Eva" Dandrige       | BET Comedy Award for Outstanding Lead Actress in a Box Office Movie Nominação — BET Award for Best Actress Nominação — Black Reel Award for Best Actress Nominação — NAACP Image Award for Outstanding Actress in a Motion Picture                      |
| 2003 | Cradle 2 the Grave         | Daria                           | Nominação — BET Award for Best Actress |
| 2003 | Bad Boys II                | Sydney "Syd" Burnett            | Nominação — BET Award for Best Actress Nominação — NAACP Image Award for Outstanding Supporting Actress in a Motion Picture |
| 2004 | Something the Lord Made    | Clara Thomas                    | Filme de Televisão Nominação — BET Award for Best Actress Nominação — Black Reel Award for Best Supporting Actress: Television Movie/Cable Nominação — NAACP Image Award for Outstanding Actress in a Television Movie, Mini-Series or Dramatic Special |
| 2004 | Breakin' All the Rules     | Nicky Callas                    | Nominação — BET Comedy Award for Outstanding Lead Actress in a Box Office Movie Nominação — Black Reel Award for Best Actress, Musical or Comedy Nominação — NAACP Image Award for Outstanding Actress in a Motion Picture                              |
| 2005 | Neo Ned                    | Rachael                         | Palm Beach International Film Festival Award for Best Actress |
| 2005 | The Honeymooners           | Alice Kramden                   | Nominação — BET Comedy Award for Outstanding Lead Actress in a Theatrical Film |
| 2005 | Say Uncle                  | Elise Carter                    | |
| 2006 | Running with Scissors      | Dorothy                         | |
| 2007 | Constellation              | Carmel Boxer                    | |
| 2007 | Daddy's Little Girls       | Julia Rossmore                  | |
| 2007 | The Box                    | Det. Cris Romano                | |
| 2007 | The Perfect Holiday        | Nancy Taylor                    | |
| 2008 | Meet Dave                  | Number 3                        | |
| 2008 | Cadillac Records           | Geneva Wade                     | |
| 2012 | Good Deeds                 | Natalie                         | |
| 2012 | Think Like a Man           | Kristen                         | Nominação — BET Award for Best Actress |
| 2012 | In Our Nature              | Vicki                           | Nominação — BET Award for Best Actress |
| 2013 | Miss Dial                  | Long Story Caller               | |
| 2013 | The Door                   | She                             | Curta |
| 2014 | Think Like a Man Too       | Kristen                         | Nominação — BET Award for Best Actress |
| 2014 | Top Five                   | Erica Long                      | Nominação — BET Award for Best Actress |
| 2015 | With This Ring             | Kitty                           | Filme de Televisão |
| 2016 | The Birth of a Nation      | Esther                          | |
| 2016 | Almost Christmas           | Rachel Meyers                   | |
| 2017 | Sleepless                  | Dena                            | |
| 2017 | Girls Trip                 | Ela mesma                       | |
| 2018 | The Public                 | Rebecca Parks                   | |
| 2018 | Breaking In                | Shaun Russell                   | |
| 2020 | Fearless                   | General Jayne Nadia Blazerhatch | |
| 2022 | Cheaper by the Dozen       | Zoey Baker                      | |
| 2022 | Strange World              | Meridian Clade                  | |
| TBA  | The Perfect Find           | Jenna Jones                     | |
| TBA  | The Inspection             |                                 | |

### Televisão
| Ano           | Titulo                           | Personagem                  | Notas |
| ------------- | -------------------------------- | --------------------------- | --- |
| 1993          | Family Matters                   | Mall girl                   | Episódio: "Scenes from a Mall" |
| 1995/96       | Saved by the Bell: The New Class | Hilary / Jennifer           | 2 Episódios |
| 1996          | Moesha                           | Ashli                       | Episódio: "Friends" |
| 1996          | Malibu Shores                    | Shannon Everette            | Episódio: "The Competitive Edge" |
| 1996          | Goode Behavior                   | Tracy Monaghan              | 3 Episódios |
| 1996–99       | 7th Heaven                       | Keesha Hamilton             | 5 Episódios |
| 1997          | Smart Guy                        | Lydia                       | Episódio: "Don't Do That Thing You Do" |
| 1997          | Dave's World                     | Carly                       | Episódio: "Oh Dad, Poor Dad" |
| 1997          | Hitz                             | Soul                        | Episódio: "The Godfather: Not the Movie" |
| 1997          | Sister, Sister                   | Shawn / Vanessa             | 3 Episódios |
| 1997          | City Guys                        | Katisha Grant               | Episódios: "The Date" |
| 1997          | Star Trek: Deep Space Nine       | N'Garen                     | Episódios: "Sons and Daughters" |
| 1998          | The Steve Harvey Show            | Naomi Parson                | Episódios: "The He-Man, Player-Hater's Club" |
| 1998/99       | Clueless                         | Lydia / Rebecca             | 2 Episódios |
| 1999          | Grown Ups                        | Felicia                     | Episódio: "Pilot" |
| 2000          | ER                               | Tamara Davis                | Episódio: "Family Matters" |
| 2000          | The Others                       | Lindsay                     | Episódio: "Theta" |
| 2000          | Zoe, Duncan, Jack & Jane         | Lana                        | Episódio: "Too Much Pressure" |
| 2000          | City of Angels                   | Dr. Courtney Ellis          | 11 Episódios |
| 2001          | Close to Home                    | Gabby                       | Piloto |
| 2001          | Friends                          | Kristen Lang                | Episódio: "The One With The Cheap Wedding Dress" |
| 2003          | The Proud Family                 | Sunny Stevens / Iesha (voz) | Episódio: "Hooray for Iesha" |
| 2004          | The West Wing                    | Meeshel Anders              | Episode: "The Benign Prerogative" |
| 2005          | Family Guy                       | Shauna Parks (voz)          | Episode: "Peter's Got Woods" |
| 2005–06       | Night Stalker                    | Perri Reed                  | 10 Episódios |
| 2007          | Football Wives                   | Chardonnay Lane             | Piloto |
| 2008          | Ugly Betty                       | Renee Slater                | 3 Episódio |
| 2009          | Life                             | Jane Seever                 | 4 Episódio |
| 2009–10       | FlashForward                     | Zoey Andata                 | 9 Episódio Nominação — NAACP Image Award for Outstanding Supporting Actress in a Drama Series |
| 2010          | Army Wives                       | Gina Holt                   | Episódio: "Murder in Charleston" |
| 2011          | NTSF:SD:SUV                      | Sandy Canyons               | Episódio: "Tijuana, We've Got a Problem" |
| 2012          | Half the Sky                     | Ela mesma                   | Documentario |
| 2013–presente | Being Mary Jane                  | Mary Jane Paul              | NAACP Image Award for Outstanding Actress in a Television Movie, Mini-Series or Dramatic Special (2014) Nominação — NAACP Image Award for Outstanding Actress in a Drama Series (2015-16) Nominação — BET Award for Best Actress (2014-15) Nominação — Black Reel Award for Best Actress: T.V. Movie/Cable (2014) |
| 2015          | The Lion Guard                   | Nala (voz)                  | |